# Nipponaetes striatus
Nipponaetes striatus är en stekelart som beskrevs av Setsuya Momoi 1970. Nipponaetes striatus ingår i släktet Nipponaetes och familjen brokparasitsteklar. Inga underarter finns listade i Catalogue of Life.